# Voll (Rauma)
Voll is een plaats in de Noorse gemeente Rauma, provincie Møre og Romsdal. Voll telt 485 inwoners (2007) en heeft een oppervlakte van 1,03 km².